# 家門
家門（かもん、独: Geschlecht）とは、歴史学における男子直系を根幹とした血縁集団を指す用語。

## 概要
家門は通例、遠い過去に遡る系譜と歴史を持ち、明確な血統意識を持った男系の集団である。
家門の創設に当たっては王位や官職、あるいは一定の支配権の獲得、領地の取得、城塞や館の建設など歴史的な事件となりうる行為を以って行われる。そのため家門は血縁関係以外に所領、官職、位階など人的要素とは別の拠り所を持つ。
中世初期には家門は男子直系の家系に限られていることが主であったが、中世盛期の家門には複数の家系が含まれるようになった。

## 歴史的展開
男系によって構成される貴族家門はカロリング朝末期に形成された。これは官職やレーエンが世襲化された結果で、大公家門、辺境伯家門、伯家門が形成された。
次に自由貴族においても官職や位階、領地を基盤として家門形成が進み、中世盛期には下級貴族や都市の支配階級においても家門が形成された。11・12世紀頃には城塞の建設に伴っての家門形成が顕著であり、この頃、形成された多くの家門の名が支配地や城塞を起源としている。
また家門の結束のために教会や修道院が建立され、世襲的なフォークタイを家門で所有し、これを家門の最年長者に委ねた。

## 代表的な家門

ホーエンシュタウフェン家の紋章

### カロリング朝以前
- アマール家（東ゴート王国）
- メロヴィング家（フランク王国）
- アギロールフィング家（バイエルン）

### カロリング朝以後
- ヴェッティン家
- ハプスブルク家
- ホーエンシュタウフェン家
- ホーエンツォレルン家

## 中世国家における役割
中世の民衆意識においては、何かしら偉業を成し遂げるためには個人的な資質だけでなく、血統的な資質もなければいけないというようなことが漠然と考えられていた。このような血統の権威性は古ゲルマンの祭司王権の観念に基づくと考えられている。
また11世紀末期から瘰癧の治癒能力がフランス王権の特権として主張され始め、ノルマン朝のイングランドでも同様の思想が形成された。これが「治癒者としての王」、「王の治癒奇跡」などと呼ばれるものであるが、古ゲルマンの祭司王権との連続性は明確ではない。
このような家門に結びついたカリスマ的な宗教的権威は国王の霊威（独:Königsheil）あるいは血統霊威（独:Geblütsheil）と学術的に呼び習わされている。

## 日本の公家社会における家門
中世日本の公家社会における「家」においては経済的基盤である家領と並んで社会的基盤とも呼ぶべき家門が家の存立を支える重要な存在であった。
中世における家門とは、家督を有する当主とその管領（管理）のもとにある家業・家職・家記（日記）・家屋・寺院・道具及びその共有者である当主夫婦・親子を中心とした親族集団を指し、家門そのものも家督とともに継承される性質のものであった。
鎌倉時代前期までは、公家の子弟が分家することによって新たな「家」が生み出されることが行われてきたが、後期に入ると経済的理由などから分割が困難となり、既存の家領の継承を巡って嫡子と庶子の争いなど各種の訴訟が生じるようになった。
後醍醐天皇が建武の新政を開始すると、この問題を解消するために家門管領の権限を持つ家督の移動の際に、本来は関連性のない家領を家門の経営上必要不可欠なものと位置づけて、家領全体の安堵も合わせて行う方針を打ち出した。この方針は建武政権崩壊後に成立した北朝においても継承され、当主もしくは嫡男・猶子が家督の継承時や新たな治天の君の登場時などに家門と家領の一括安堵を受けることになり、結果的には当主の家督を含めた「家」そのものの安堵の役割を果たすことになった。これによって、公家社会においては家領の単独相続への移行と「家」そのものの安堵を行う権限を有した治天の君による公家支配の拡大につながった。
室町幕府第3代将軍となった足利義満は太政大臣に昇り、更に治天の君の持つ政治的権限を手中にして永徳期以後は自らの手で家門・家領一括安堵を行って公家社会を支配下に置いた。足利義満の死後には天皇が家門安堵の権限を回復するようになるが、その一方で軍事力を持たない公家社会においては室町幕府や守護大名の軍事力に依存しなければ家領の保全が不可能であったために、天皇が家門そのものを安堵し、将軍が家領の実質面での安堵を行うという共同体制が長く続くことになった。また、天皇の家門安堵を行う権能は戦国時代以後も存在しており、京都における天皇への奉仕（公事など）を怠る公家（地方下向者）を牽制する役目を有していた。